# Eugenija Šimkūnaitė
Eugenija Šimkūnaitė (n. 11 martie 1920, Novorossiisk, RSFS Rusă, URSS – d. 27 ianuarie 1996, Vilnius, Lituania) a fost o farmacistă lituaniană, etnografă și erborizatoare. 

## Biografie
Eugenija Šimkūnaitė s-a născut la 11 februarie 1920 în Novorossiisk, Ținutul Krasnodar, Rusia. Tatăl său, Franz Šimkūno, era farmacist, iar mama ei, Olga Lebedeva, era o asistentă medicală. În 1922, familia a plecat cu alți refugiați să se reîntoarcă în Lituania. Familia sa s-a stabilit în Tauragnai, unde tatăl ei a deschis o farmacie. După școala primară, Šimkūnaitė a urmat liceul din Utena, pe care l-a absolvit în 1937. În același an, a intrat la Universitatea Vytautas Magnus pentru a studia farmacia. În 1941, a lucrat într-o farmacie din Tauragnai, apoi a studiat la Universitatea din Vilnius în 1942, pe care a absolvit-o în 1943.
În 1945, Šimkūnaitė a fost angajată ca farmacistă în cadrul Spitalului din Vilnius. În 1947, a fost numită Inspector al Departamentului de Comerț al Ministerului Sănătății. S-a mutat la Kaunas în 1949 pentru a lucra ca asistent de cercetare în Grădina Botanică din Kaunas și pentru a începe teza de doctorat. Šimkūnaitė s-a întors la Vilnius în septembrie 1950 pentru a-și continua cercetarea doctorală în cadrul Academiei de Științe a Biologiei, unde a obținut o diplomă de licență în biologie în 1952.
Din 1955 până în 1957, ea a lucrat în Kazahstan la ferma de plante medicinale Darmina.  A revenit în Lituania în 1957, unde a fost din nou angajată de Ministerul Sănătății în cadrul Consiliului Farmaceutic ca inspector, devenind șeful departamentului de plante medicinale în 1969. S-a retras în 1975 pentru a se dedica lucrărilor științifice. E. Šimkūnaitė a studiat medicina tradițională. Mii de persoane au fost sfătuite cu privire la tratamentul pe bază de plante a diferitelor boli și a unui stil de viață sănătos. În 1993, Consiliul științific lituanian i-a acordat titlul de doctor în științe naturale. A murit la 27 ianuarie 1996 și este înmormântată lângă părinții ei în Tauragnai.

## Moștenire
Fundația Memorială Eugenija Šimkūnaitė a fost înființată în 1997, aceasta își propune să promoveze studiul produselor farmaceutice și să lucreze în domeniul cercetării produselor farmaceutice pe bază de plante. În 1998, Școala Secundară din Tauragnai a fost numită în onoarea ei. 